# Platyarthrus dollfusi
Platyarthrus dollfusi är en kräftdjursart som beskrevs av Karl Wilhelm Verhoeff1901. Platyarthrus dollfusi ingår i släktet Platyarthrus och familjen myrbogråsuggor. Inga underarter finns listade i Catalogue of Life.